# Листокрутка кривовуса ліщинова
Листокрутка кривовуса ліщинова (Pandemis corylana F.) — метелик з родини листокруток. Шкідник сільського і лісового господарства.
Метелик у розмаху крил 18-24 міліметрів; задні крила світлі й дещо затемнені біля кореня, на внутрішньому краї передніх крил чорний мазок відсутній.
В Україні поширена на Поліссі та в Лісостепу, в Карпатах та гірських районах Криму.
Гусениці згортають листки в трубки або збирають у комки і обплутують шовковиною на дубі, буці, березі, ясені, ліщині, сливі, смородині, аґрусу, малині та інших деревинних і кущових породах.